# اولیور سنت جان گوگارتی
اولیور سنت جان گوگارتی (انگلیسی: Oliver St. John Gogarty; ۱۷ اوت ۱۸۷۸ – ۲۲ سپتامبر ۱۹۵۷) مؤلف، شاعر، پزشک، نماینده مجلس و ورزشکار اهل جمهوری ایرلند بود.
از باشگاه‌هایی که در آن بازی کرده‌است می‌توان به باشگاه فوتبال بوهمیان اشاره کرد.
از افتخارات وی میتوان به کسب مدال برنز ادبیات در بخش مسابقات هنری بازی‌های المپیک تابستانی ۱۹۲۴ اشاره کرد.